# Boomerang (Europa Centrală și de Est)
Boomerang a fost un canal de televiziune european care s-a concentrat pe desenele animate pentru copii. Emisiunile sale au fost difuzate în Germania, Elveția, Austria, Benelux, Rusia și țările CSI, Cehia, Slovacia, Ungaria, România, Polonia, Ucraina, Statele baltice și Caucaz.

## Istorie
Boomerang EMEA a fost lansat în iunie 2005. La 12 octombrie 2011 la 6:00 am (CEST) a fost împărțit în două fluxuri diferite: acest feed s-a concentrat pe Europa Centrală și de Est, în timp ce Boomerang HQ s-a concetrat pe Benelux, Cipru, Cehia, Grecia, Orientul Mijlociu, Africa și Portugalia. Feed-ul European de atunci era format din patru piese audio, care erau în engleză, română, maghiară și poloneză. În octombrie 2013, a început să fie distribuit în Rusia după adăugarea unei piste audio rusești în fluxul canalului. Între noiembrie 2014 și februarie 2015, Boomerang CEE a înlocuit Boomerang HQ în Țările de Jos și în regiunea Flandra din Belgia și a primit un feed olandez localizat între 2 februarie 2015 și 2017. Din 2017 feedul CEE este disponibil în Olanda și Belgia.
Pe data de 4 aprilie 2018, Boomerang CEE și-a schimbat aspectul ratio din 4:3 în 16:9.
La 1 octombrie 2018, Boomerang CEE a înlocuit Boomerang Germania și a preluat slotul canalului său. A lansat un subfeed destinat difuzării de reclame germane și nu are afișate pictograme de rating rusești în difuzarea sa, diferind de fluxul principal.

### Anii 2000
Această versiune a transmisiei a început pe 5 iunie 2005, parțial în limba engleză, cu următoarele spectacole: Cele 13 fantome ale lui Scooby-Doo, Dastardly și Muttley în aparatele lor de zbor, Inch High, Private Eye, Droopy Maestrul Detectiv, 2 câini proști, Danger Mouse, Familia Flinstone, Gorila Magilla, Hong Kong Phooey, Jabberjaw, Josie și Pisicile, Familia Jetson, Copiii Flintstone, Super motanul, Leul Lippy și Hardy Har Har, Aventurile ursului Yogi, Huckleberry Hound, Pixie și Dixie și Dr. Jinks, Ajutor! Vine trupa ursului Chică!, Quick Draw McGraw, Familia Addams, The Scooby-Doo Show, Snagglepuss, Un cățel numit Scooby Doo, Tom și Jerry în copilărie, Tex Avery Show, Tom și Jerry, Yogi și vânătoarea de comori, Looney Tunes.  
În timp, din ce în ce mai multe programe au devenit disponibile în limbile proprii ale țărilor. De asemenea, vânzătorii au fost postați în limba engleză și nu au existat reclame. Prima imagine de la lansare până în martie 2012 s-a numit „Linie”. În 2006, aceste serii au fost introduse: Heathcliff și Marmaduke, Masca, Ratonii, Contele Duckula. 
Au urmat noi premiere în 2007: Scooby Doo și Scrappy-Doo, Noile mistere cu Scooby-Doo, Mike, Lu și Og, Mielul la oraș,  Popeye Marinarul. În 2008 au fost prezentate noi serii: Patrula timpului, Dezastrele regelui Arthur. În  2009 au fost prezentate noi serii: Laboratorul lui Dexter, Johnny Bravo, The Garfield Show.

### Anii 2010
În 2010, aceste serii au avut premiera: Pantera Roz și prietenii săi, Ursulețul Paddington. Începând cu 11 octombrie 2011, canalul este acum disponibil în limba greacă în Grecia, iar un nou bloc de programe pentru preșcolari, Cartoonito - a fost lansat pe canal în zilele lucrătoare între orele 18, 11 și 17 - și programarea s-a schimbat. Următoarele serii noi au fost prezentate ca parte a Cartoonito: Gerald McBoing Boing, Banane în pijamale, Jelly Jamm, Baby Looney Tunes. Mai multe dintre spectacolele sale în limba engleză au fost întrerupte și au prezentat George, regele junglei, Cățelul din Pocketville și Școala de sperieturi a lui Casper. De asemenea, din acea zi, inscripțiile anterior englezești („Next”, „Later”, „Now”) au dispărut. De atunci, seriile care rulează anterior în limba engleză au fost dublate sau proiectate cu dubluri aranjate anterior de alte canale. De atunci, seriile care au rulat anterior în limba engleză au fost sincronizate sau au început cu sincronizarea aranjată anterior de alte canale.
Din 2011, spectacolele Boomerang pot fi văzute în întregime în limba română, cu piese noi și dublate. Pe 28 martie a acestui an, această versiune a spectacolului a preluat și noua imagine, care fusese folosită de toate versiunile europene până în 2012. Povești cu Tom și Jerry, Taz Mania și Micii poznași au fost de asemenea prezentate. În 2013, au fost prezentate următoarele serii: Skunk Fu, Misterele lui Sylvester și Tweety, Casa Foster pentru prietenii imaginari, Orășelul leneș, Povești de la stația de pompieri. Blocul Cartoonito a încetat la 1 ianuarie 2014.
În acel an au fost prezentate următoarele serii: Muuu și Beee: Povești de la fermă, Tom și Jerry se dau în spectacol, Animaniacii. În 2015, Boomerang și-a schimbat aspectul și sigla și a prezentat următoarele noi serii: Inspector Gadget, Patrula junglei în acțiune, Oddbods, Robin Hood: Năzbâtii în Sherwood, Mr. Bean, Bufniță și prietenii lui, Jungle Beat, Fii tare, Scooby-Doo!, Noile Looney Tunes. Din 31 august 2015, mai mulți clasici s-au întors pe canal. Pe 1 noiembrie, ca urmare asupra incendiului din București, a apărut o panglică neagră lângă siglă și a fost scos blocul publicitar românesc. În 2016 a debutat Ce e nou, Scooby-Doo?, Draculaș, vampirul iepuraș, Familia Happos, Miss Moon, Grizzy și lemingii și Eu și cavalerul meu. În 2017 a debutat: Coconut - Micul dragon, Stă să plouă cu chiftele, Dorothy și Vrăjitorul din Oz, Curse Trăsnite și Cățelul Pat. În 2019 a debutat: Tuffy, Formidabilul Mike, La Zoo și Scooby-Doo și cine crezi tu?.

### Anii 2020
Pe 28 februarie a debutat Yabba Dabba Dinozauri, pe 18 mai a debutat Agentul Binky: Animăluțe în spațiul cosmic, pe 3 august a debutat Dl. Magoo, pe data de 2 septembrie a debutat Apărătorii regatului, iar pe data de 7 decembrie a debutat Alice si Lewis. În 2021 au debutat următoarele seriale: Power Players, Ciupi-Ciupi și ciupercuțele și Looney Tunes Cartoons.

## Cartoonito
Cartoonito este un bloc de programare care vizează preșcolarii. A fost difuzat dimineața și după-amiaza zilei săptămânii înainte ca brandul Cartoonito să fie eliminat complet în 2014, când Cartoonito a fuzionat cu programul Boomerang. Unele programe au fost mutate pe Boomerang.                                                                                                  
Cartoonito continuă să emită în Regatul Unit (țara de proveniență) și Italia, iar unele programe sunt transmise în capul pe feed-uri localizate ale Cartoon Network în Orientul Mijlociu și Turcia.
Pe 1 septembrie 2022, Cartoonito a revenit în România, Cehia și Slovacia.
Pe data de 18 martie 2023, Boomerang a fost înlocuit de Cartoonito, ca acesta să devină un canal independent.

## Recepție
În România, canalul Boomerang a fost lansat pe data de 7 noiembrie 2009, fiind disponibil în rețelele Orange România (fostul Romtelecom Dolce), Digi TV Satelit, RCS&RDS, Focus Sat și Vodafone România (fostul UPC România).
La început, desenele erau difuzate în limba engleză. Din data de 15 iunie 2010, Boomerang transmite unele seriale și în limba română. Din data de 12 octombrie 2011, toate serialele Boomerang sunt transmise în limba română, au fost introduse reclamele în limba română și de aceea majoritatea desenelor au fost scoase de pe grilă.

## Seriale
- Agentul Binky: Animăluțe în spațiul cosmic
- Alice și Lewis
- Angelo e cel mai tare
- Ajutor! Vine trupa ursului Chică!
- Animaniacii
- Apărătorii regatelor
- Atom-furnica
- Aventurile ursului Yogi
- Baby Looney Tunes
- Banane în pijamale
- Ben 10 (2016)
- Bufniță și prietenii lui
- Casa Foster pentru prieteni imaginari
- Căpitanul Cavernelor
- Cățelul din Pocketville
- Cățelul Pat
- Cârtițel
- Ce e nou, Scooby-Doo?
- Cele 13 fantome ale lui Scooby-Doo
- Coconut - Micul dragon
- Copiii Flintstone
- Contele Duckula
- Ciupi-Ciupi și ciupercuțele
- Curse Trăsnite
- Curse Trăsnite (2017)
- Danger Mouse
- Dastardly și Muttley în aparatele lor de zbor
- Dezastrele regelui Arthur
- Dl. Magoo
- Dorothy și Vrăjitorul din Oz
- Draculaș, vampirul iepuraș
- Droopy Maestrul Detectiv
- Duck Dodgers
- Dumb and Dumber
- Eu și cavalerul meu
- Familia Addams
- Familia Flintstone
- Familia Happos
- Familia Jetson
- Fii tare, Scooby-Doo!
- Flintstone Frolics
- Formidabilul Mike
- George, regele junglei
- Gorila Magilla
- Heathcliff și Marmaduke
- Grizzy și lemingii
- Hong Kong Phooey
- Huckleberry Hound
- Inch High, Private Eye
- Inspector Gadget
- În ritmul junglei
- Jabberjaw
- Johnny Bravo
- Josie și Pisicile
- Krypto, câinele erou
- La Zoo
- Laboratorul lui Dexter
- Lamput
- Leul Lippy și Hardy Har Har
- Lumea poveștilor Cartoonito/Boomerang
- Looney Tunes
- Lumea Looney Tunes
- Masca
- Micii poznași
- Mielul la oraș
- Mike, Lu și Og
- Miss Moon
- Misterele lui Sylvester și Tweety
- Muuu și Beee: Povești de la fermă
- Mr. Bean
- Noile filme cu Scooby-Doo
- Ninja Expres
- Noile Looney Tunes
- Orășelul leneș
- Oddbods
- Pantera Roz și prietenii săi
- Patrula timpului
- Patrula junglei în acțiune
- Păienjenelul Lucas
- Peripețiile Penelopei Pitstop
- Pixie și Dixie și Dr. Jinks
- Popeye
- Povești cu Tom și Jerry
- Povești de la stația de pompieri
- Power Players
- Ratonii
- Quick Draw McGraw
- Robin Hood: Năzbâtii în Sherwood
- Scooby-Doo
- Scooby-Doo, unde ești tu?
- Scooby Doo și cine crezi tu?
- Scooby Doo și Scrappy-Doo (1979)
- Scooby Doo și Scrappy-Doo (1980)
- Skunk Fu!
- Snagglepuss
- Super motanul
- Școala de sperieturi a lui Casper
- Stă să plouă cu chiftele
- Taffy
- Taz-Mania
- Tex Avery Show
- The Garfield Show
- Tom și Jerry
- Tom și Jerry în copilărie
- Tom si Jerry în New York
- Tom și Jerry se dau în spectacol
- Un cățel numit Scooby-Doo
- Ursulețul Paddington
- Yabba Dabba Dinozauri
- Yogi și vânătoarea de comori